# Harry McNish
Harry McNish (nombre real Henry McNish, a menudo llamado por su apodo Chippy; 11 de septiembre de 1874 - 24 de septiembre de 1930) fue el carpintero de la Expedición Imperial Transantártica dirigida por sir Ernest Shackleton en 1914-1917. 
De excepcionales habilidades en carpintería, fue el responsable de la mayor parte del trabajo manual a bordo y realizó una serie de mejoras de importancia y otros trabajos secundarios. Tuvo un rol protagónico en asegurar la supervivencia de la tripulación tras el hundimiento de su barco, el Endurance, que fue destruido por el hielo en el cual había quedado atrapado durante la travesía por el mar de Weddell. 
Desde la desaparición del Endurance y debido a las penalidades del esfuerzo físico que había realizado, se rebeló durante unos días negándose a obedecer las órdenes y cuestionó el liderazgo de su capitán, Shackleton, en lo concerniente a arrastrar los botes sobre el hielo con el resto de la tripulación aduciendo los alcances del contrato con la expedición. Con ello estuvo a punto de romper el espíritu de equipo que hasta entonces había predominado y permitido a la tripulación sortear juntos los desafíos. Por ello le negaron la Medalla Polar que se entregó a todos menos a él y a otros tres tripulantes del viaje cuando retornaron a Inglaterra.
Una vez en la isla Elefante, reacondicionó levantando bordas y embovedando el pequeño bote, bautizado como James Caird, en el que Shackleton y cinco hombres más (incluido McNish, a quien se llevó para evitar más rebeliones) realizaron un viaje de más de 1000 kilómetros hacia las islas Georgia del sur para buscar ayuda para el resto de la tripulación. 
Al finalizar la expedición volvió a la Marina mercante y después emigró a Nueva Zelanda, donde trabajó en los muelles de Wellington hasta que su salud se complicó y le obligó a coger el retiro. Murió en la miseria, en la Ohiro Benevolent Home de Wellington, a la edad de 56 años.

## Primeros años e infancia
Harry "Chippy" McNish nació en 1874 en la antigua Lyon Lane, cerca de la ubicación actual de la biblioteca de Puerto Glasgow, Renfrewshire, Escocia. Hijo de una familia numerosa, fue el tercero de once hijos nacidos de John y Mary Jane (de soltera Wade) McNish. Su padre era oficial zapatero. McNish tenía fuertes convicciones socialistas; fue miembro de la Iglesia Libre de Escocia y detestaba las palabras malsonantes. Se casó tres veces: en 1895 con Jessie Smith, que murió en febrero de 1898; este mismo año con Ellen Timothy, que falleció en diciembre de 1904, y por último con Lizzie Littlejohn en 1907.
Hay cierta confusión en cuanto a su nombre correcto. Se le ha nombrado de diversas maneras, McNish, McNeish, y en el diario de la expedición de Alexander Macklin figura como MacNish. MacNeish es la ortografía común, sobre todo en las listas de cuentas de la expedición realizadas por Shackleton y Frank Worsley, y en su propia lápida; no obstante, McNish se utiliza también de una forma amplia, y parece ser la manera correcta. En una copia firmada de las fotos de la expedición aparece como "H. MacNish", pero su ortografía es idiosincrásica en general, como se reveló en el diario que mantuvo a lo largo de la expedición. También hay una cuestión acerca de su apodo. "Chippy" es un mote habitual entre los carpinteros; tanto "Chippy" como su diminutivo "Chips" se usan en este oficio.

## Expedición Imperial Transantártica

### Endurance

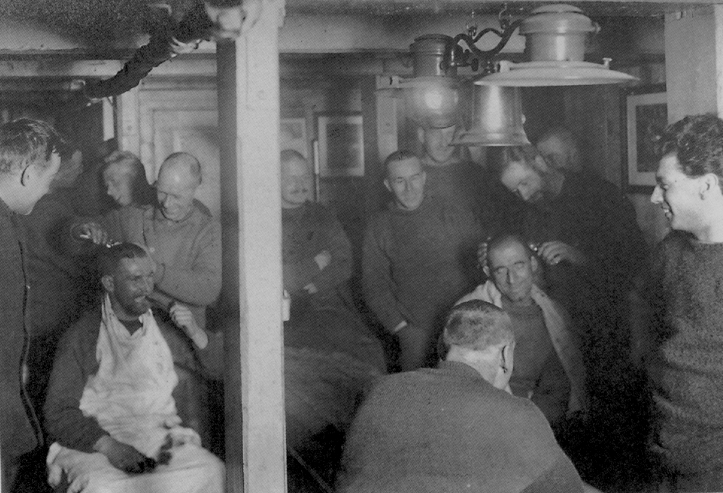
La tripulación tenía una peluquería a bordo del Endurance. McNish está a la izquierda, pelando a Greenstreet.

El objetivo de la Expedición Imperial Transantártica era ser los primeros en cruzar el continente antártico de un lado a otro. McNish fue atraído aparentemente por el anuncio que publicó Shackleton buscando gente para la expedición, aunque hay dudas sobre si el anuncio fue publicado realmente:

SE BUSCAN HOMBRES: PARA UN VIAJE PELIGROSO, BAJOS SALARIOS, DEMASIADO FRÍO, LARGOS MESES DE COMPLETA OSCURIDAD, PELIGRO CONSTANTE, REGRESO EN CONDICIONES DE SEGURIDAD DUDOSAS. HOMENAJE Y RECONOCIMIENTO EN CASO DE ÉXITO.
 sir Ernest Shackleton.

McNish, con cuarenta años de edad, era uno de los miembros de la tripulación del Endurance de más edad (Shackleton creía que era siete meses mayor). Padecía hemorroides y reumatismo en las piernas, y fue considerado como alguien extraño y poco refinado, pero muy respetado como carpintero. Frank Worsley, el capitán del Endurance, lo calificaba como "un carpintero estupendo". Era fumador de pipa y el único hombre de la tripulación del que Shackleton dijo que "no moriría de eso". Su acento escocés fue descrito como áspero, como "el roce de dos cables pelados".
Durante la primera etapa del viaje a la Antártida desde Buenos Aires se le mantuvo ocupado con una serie de tareas rutinarias. Trabajó en una estructura con ruedas para mover el bote a vela Nancy Endurance; hizo una pequeña cajonera para Shackleton; estantes para las muestras del biólogo Robert S. Clark; instrumentos pedidos por el meteorólogo Leonard Hussey y una pantalla para proteger del viento el puesto del timonel. Construyó una falsa cubierta, ampliando esta de la toldilla hasta la sala de mapas para proteger el carbón que se había cargado a bordo. También trabajó como barbero del buque. Cuando el buque llegó a la capa de hielo del mar de Weddell, se hizo cada vez más difícil la navegación. McNish construyó una especie de poste de señales de madera y de unos dos metros de alto que colocó en el puente a fin de que el oficial de navegación pudiese dar instrucciones al timonel, y construyó una pequeña estructura sobre la popa para proteger la hélice del hielo.

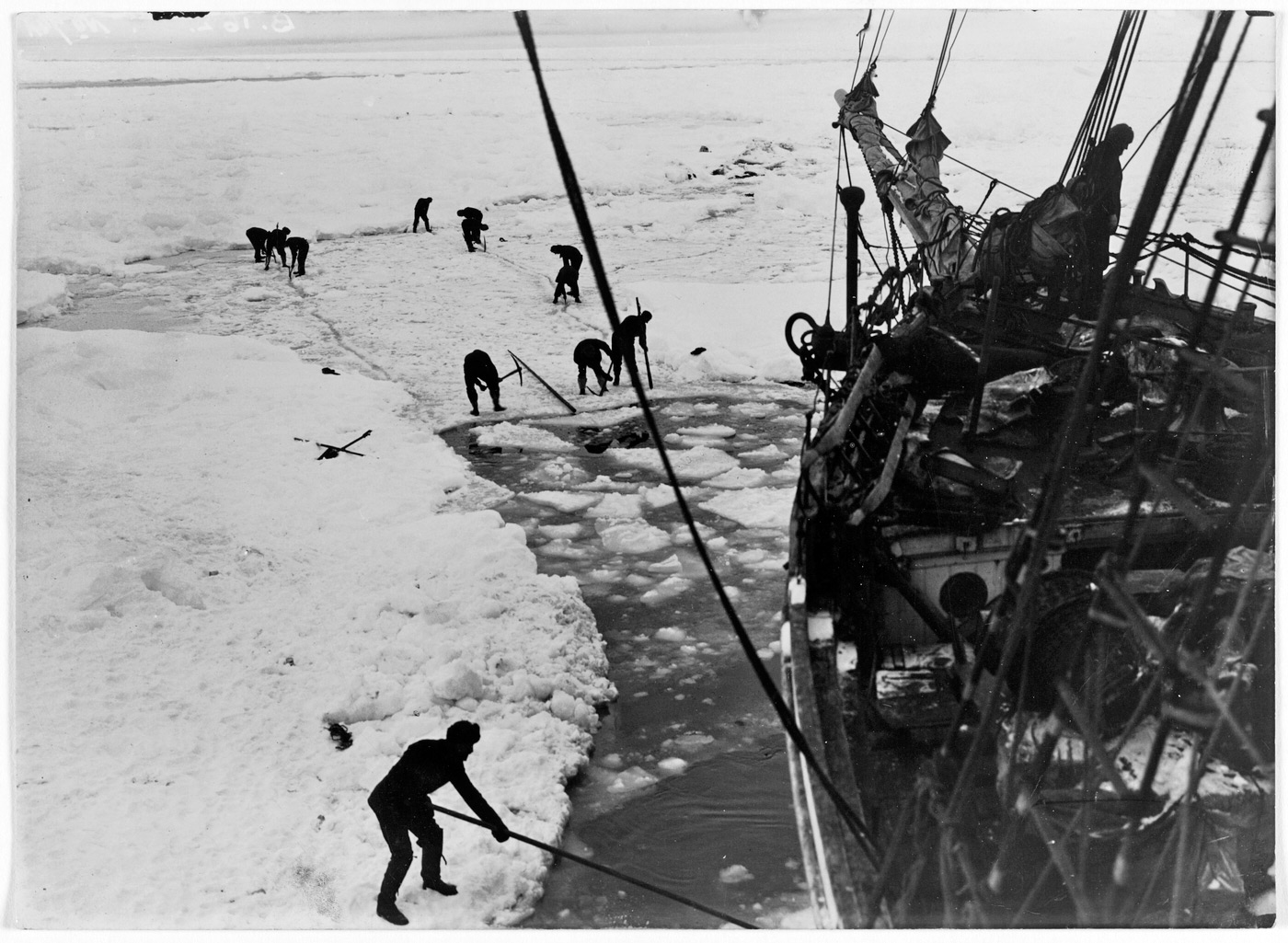
La tripulación intenta liberar del hielo al Endurance.

Cuando el buque quedó atrapado en el hielo, tuvo que dedicarse a hacer refugios improvisados, y una vez quedó claro que el barco estaba condenado, tuvo que fabricar trineos para viajar sobre el hielo con los botes para intentar llegar a aguas libres. Construyó el barracón donde la tripulación comía; le llamaban El Ritz. También hizo los cubículos donde dormían los hombres; todos ellos fueron bautizados. El que McNish compartía con Alfred Cheetham, tercer oficial, se llamaba El dormitorio de los marineros. Ayudado por la tripulación, construyó perreras para los perros en el piso superior. Cuando el Endurance quedó aprisionado en el hielo, la tripulación comenzó a pasar el tiempo sobre el hielo, por lo que McNish fabricó porterías de fútbol y la tripulación se entretenía jugando todos los días. Para distraerse por las tardes, McNish se reunía con Frank Wild, Tom Crean, James McIlroy, Worsley y Shackleton para jugar al póquer en la cabina de oficiales.
La presión del hielo provocó que entrara agua al Endurance. Para evitar que el buque se inundase, McNish construyó un mamparo hueco, lo colocó en el costado y lo calafateó con tiras de mantas que clavó en las juntas; estuvo trabajando de pie durante horas con el agua hasta la cintura. No podía evitar que la presión del hielo estrujase el barco y tenía experiencia suficiente como para saber cuándo el trabajo se volvería inútil. Una vez que el barco quedó desarbolado y medio destruido, se encargó de rescatar las lonas de lo que había sido El Ritz. A McNish le llevó solamente dos horas hacer un agujero en la cubierta por el cual se pudo sacar una gran cantidad de provisiones.

### En el hielo
Una noche, durante su turno de guardia y mientras la tripulación dormía acampada sobre el hielo, se rompió un pequeño trozo de la banquisa, en la parte donde él estaba, que comenzó a separarse, siendo rescatado gracias a que los hombres del turno siguiente acudieron en su ayuda y le lanzaron una cuerda, con lo que pudo volver a la seguridad. Shackleton escribió que McNish le contó con toda calma que se había vuelto a escapar por los pelos al día siguiente cuando aparecieron nuevas grietas en el hielo. 
Mrs. Chippy, el gato que McNish había llevado a bordo, tuvo que ser sacrificado de un disparo tras la pérdida del Endurance, ya que era evidente que no podría sobrevivir a las duras condiciones del viaje que se avecinaba. Al parecer McNish nunca perdonó a Shackleton que diese esa orden.

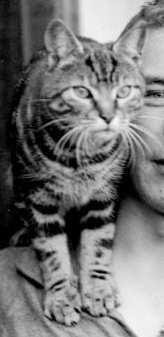
El gato de McNish, Mrs. Chippy, tuvo que ser sacrificado después del hundimiento del barco.

McNish propuso construir una embarcación más pequeña con los restos del buque, pero no fue aceptado, debido a que Shackleton había decidido seguir el viaje arrastrando los tres botes salvavidas encima de trineos sobre el hielo hasta encontrar aguas libres. McNish venía padeciendo de las hemorroides y de nostalgia por su familia incluso antes de que el viaje comenzase, y una vez que se hundió el barco la frustración no hizo más que crecer. Plasmó estos sentimientos en su diario con su particular estilo coloquial:

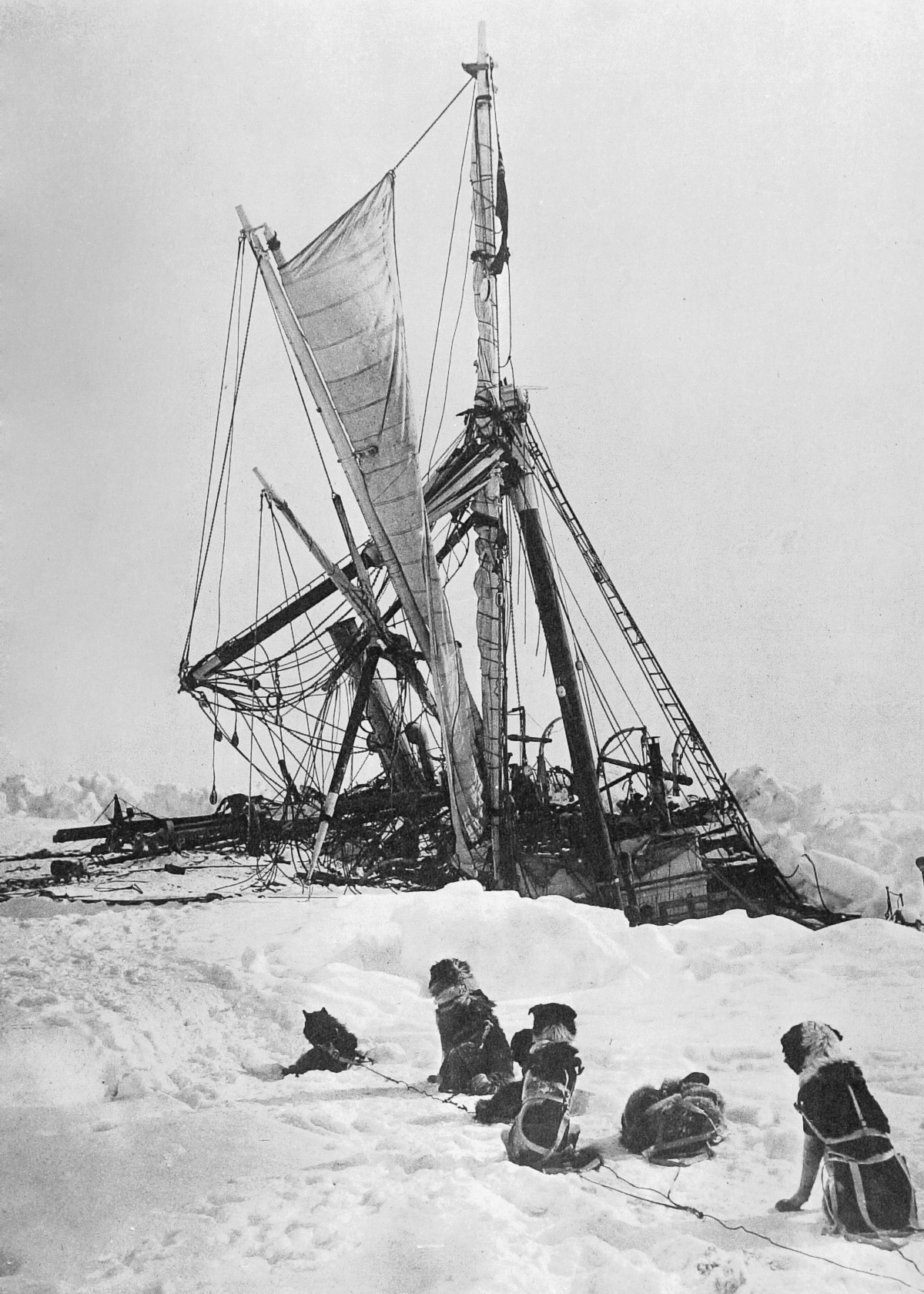
Estado del Endurance poco antes de hundirse.

He sido colega de todo tipo de hombres, tanto en vela como en vapor (barcos), pero nunca había visto tipos tan malhablados como algunos de nuestro grupo que emplean el lenguaje más obsceno, incluso para dirigirse a otros de forma cariñosa, y lo peor de todo es que se tolera.

### La rebelión
Mientras iban arrastrando, con mucho sufrimiento, los trineos a través del hielo, McNish se rebeló negándose a ponerse el arnés cuando le llegó su turno. Protestó ante Frank Worsley alegando que el Endurance se había hundido y que por tanto él como toda la tripulación no estaban más obligados a obedecer órdenes. Los relatos sobre el modo en que Shackleton manejó la situación varían. Algunos dicen que amenazó a McNish con dispararle, otros que le leyó los artículos del reglamento del barco, donde quedaba claro que la tripulación seguía obligada hasta volver a puerto. La alegación de McNish en otras circunstancias habría sido correcta; el acuerdo con el patrón, y por tanto el cobro del salario, cesaba cuando el buque se hundía, pero en los contratos que firmaron los miembros de la expedición del Endurance se incluía una cláusula, que habían aceptado todos, según la cual, y en previsión de algo así, la tripulación estaba obligada a "prestar cualquier servicio, en el barco, en los botes o en la costa y bajo las órdenes del capitán o del patrón". Shackleton no pasaría por alto este enfrentamiento con McNish y tendría consecuencias en el futuro.
Además de ese hubo otro motivo que obligó a McNish a cumplir con su trabajo de tirar de los trineos: el hecho de que por sí mismo no podría sobrevivir y que no podía continuar con el grupo a menos que obedeciera las órdenes. Finalmente, Shackleton decidió que el intento de arrastrar los botes por el hielo había sido un error, ya que no avanzaban, y decidió que la única solución era esperar a que el movimiento del hielo a la deriva les llevase hasta mar abierto.
Como los suministros empezaban a escasear, el hambre se adueñó del grupo. McNish anotó que él mismo sentía las punzadas del hambre y aunque pensaba que sacrificar a tiros a los perros era algo terriblemente triste, le gustó poder comer su carne:

Daba gusto comer su carne. Era un gran placer para nosotros después de estar tanto tiempo con la carne de foca.

Cuando el hielo de la banquisa donde estaba el campamento comenzó a resquebrajarse, Shackleton decidió que los tres botes, el James Caird, el Stancomb Wills y el Dudley Docker, debían iniciar la travesía hacia la isla Elefante. McNish había preparado los botes lo mejor que pudo para el largo viaje por mar abierto, pues elevó las bordas para impedir la entrada de agua.

### La isla Elefante y elJames Caird
En la travesía a la isla Elefante, McNish fue en el James Caird con Shackleton y Frank Wild. Cuando ya se acercaban a la isla, Wild, que había estado al pie del timón durante 24 horas seguidas, estaba al borde del colapso. Shackleton ordenó a McNish que le relevase. Este no se encontraba en mejor estado que Wild, y a pesar de las terribles condiciones del mar, se quedó dormido a la media hora. El bote viró y recibió el embate de una ola que les bañó a todos. Esto fue suficiente para despertarlo, pero Shackleton, observando que McNish estaba demasiado agotado, ordenó que lo relevaran.
Después de que llegaron todos a la isla Elefante, Shackleton decidió ir con un pequeño grupo y un bote hasta Georgia del Sur, donde podrían encontrar gente en las estaciones balleneras de la isla que les ayudase a rescatar al resto de los hombres. Shackleton le pidió a McNish que pusiese el James Caird en óptimas condiciones de navegabilidad para el largo viaje, y además fue seleccionado como parte de la tripulación, posiblemente porque Shackleton le consideraba problemático y tenía miedo a cómo podría afectar a la moral del resto de hombres si le dejaba en la isla. Por su parte, McNish parecía feliz por ir en el viaje; la desoladora isla le había impresionado, así como las posibilidades de supervivencia de los hombres que tuviesen que invernar allí:

No creo que pasen muchos días agradables en esta desamparada isla... Pienso que no habrá muchos sobrevivientes si tienen que pasar el invierno aquí.

Los viajes del James Caird: la travesía a la Isla Elefante se muestra en verde, el viaje a Georgia del Sur en azul (no está a escala).

McNish utilizó el mástil de otro de los botes, el Stancomb Wills, a fin de reforzar la quilla del pequeño bote, que medía 6,7 metros de eslora. También elevó las bordas para poder soportar la fuerza del mar a lo largo de los 1500 km de travesía. Tapó las juntas utilizando una mezcla de harina y sangre de foca; además se valió de la madera y los clavos de las cajas que encontró y de los patines usados para arrastrar los botes para construir una cubierta para el bote, que recubrió con lona. Shackleton estaba preocupado por el bote: "se parece mucho al atrezzo de un escenario", que sólo da apariencia de robustez. Más tarde admitió que la tripulación no podría haber sobrevivido al viaje sin él. Al ponerse en marcha con el bote, McNish y John Vincent fueron arrojados desde la cubierta al mar. Aunque empapados, ambos resultaron ilesos y se las arreglaron para poder cambiar las ropas mojadas con algunos del grupo que se quedaban en la isla Elefante. El ambiente a bordo era muy animado y McNish anotó en su diario el 24 de abril de 1916:

Dijimos adiós a nuestros compañeros y navegamos 870 millas para llegar a Georgia del Sur y conseguir ayuda[...] estuvimos en mar abierto siempre mojados pero felices a pesar de todo.

Tal estado de ánimo no duró mucho, pues las condiciones a bordo de la pequeña embarcación durante el viaje fueron terribles, con la tripulación constantemente empapada y helada. Shackleton quedó impresionado por la capacidad de McNish de poder aguantar tanto bajo aquella tensión (más que el joven Vincent, que se derrumbó por el frío y el agotamiento). Los seis hombres se dividieron en dos grupos que hacían un turno de cuatro horas cada uno: tres de los hombres manejaban el bote, mientras que los otros tres permanecían echados bajo la lona intentando dormir. McNish compartía turno con Shackleton y Crean. Todos los hombres se quejaban de dolores en las piernas y, al cuarto día de haber zarpado de la isla Elefante, McNish se sentó de repente y se quitó las botas, mostrando las piernas y los pies hinchados y blancos con los primeros signos del llamado pie de trinchera. Al ver el estado de los pies de McNish, Shackleton ordenó a todos los hombres que se quitaran las botas.

### Georgia del Sur
La tripulación del James Caird alcanzó Georgia del Sur el 10 de mayo de 1916, quince días después de partir de la isla Elefante. Desembarcaron en la ensenada Cove de la bahía del Rey Haakon, y aunque estaba en el lado contrario al que debían ir para encontrar las estaciones balleneras, fue un alivio para todos ellos poder tocar tierra; McNish escribió en su diario:

Fui a la cima de la colina, me tumbé en la hierba y me puse a pensar en los viejos tiempos, sentado en mi casa de la ladera mirando al mar abajo.

Encontraron para comer polluelos de albatros y focas, pero a pesar de la relativa comodidad de aquella parte de la isla, en comparación con las tribulaciones pasadas en el bote durante el viaje, la realidad era que necesitaban llegar con urgencia a la estación ballenera de Husvik en el otro lado de la isla, para encontrar un barco con el cual rescatar a los hombres en la isla Elefante. Era evidente que McNish y Vincent no podían continuar, por lo que Shackleton les dejó al cuidado de McCarthy: les sirvió como refugio el James Caird puesto boca abajo. Los otros tres, Shackleton, Worsley y Crean hicieron el peligroso viaje a través de las montañas. McNish colocó tornillos, sacados del James Caird, en las botas de los hombres que iban a viajar para facilitar el agarre en el hielo. También construyó un burdo trineo con maderas encontradas en la playa, pero no era demasiado práctico y no lo utilizaron. Cuando el grupo de Shackleton partió el 18 de mayo de 1916, McNish les acompañó unos centenares de metros, pero no pudo ir más lejos. Se estrecharon la mano, les deseó buena suerte y luego Shackleton lo envió de vuelta. Puso a McNish al mando de los demás hombres y le encargó que esperasen a que les llegase ayuda, pero si no la habían recibido para cuando acabase el invierno, debían navegar en el bote hasta la costa oriental. Una vez que el grupo de Shackleton logró cruzar las montañas y llegar a Husvik, envió a Worsley con uno de los barcos balleneros, el Samson, a recoger a McNish y a los otros hombres. Después de ver cómo estaba Mcnish de demacrado cuando llegó a la estación ballenera, Shackleton anotó que, en su opinión, el rescate había llegado justo a tiempo para él.

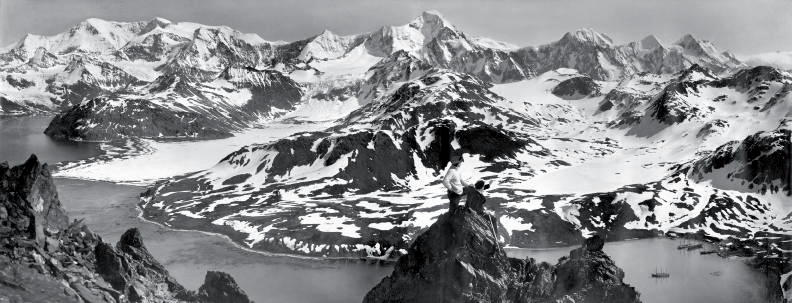
Vista panorámica de Georgia del Sur.

## Medalla Polar
Sea cual sea la verdadera historia de la rebelión en el hielo, ni Worsley ni McNish mencionaron nunca por escrito dicho incidente. Shackleton lo omitió por completo en Sur, su relato sobre la expedición, y se refiere sólo de pasada al asunto en su diario: "Todos trabajaban bien excepto el carpintero. Nunca le olvidaré en ese momento de tensión y estrés". El caso se registró en el libro de bitácora del buque, pero esa anotación fue borrada durante el viaje del James Caird. A Shackleton le impresionaron las muestras de "resistencia y valor" del carpintero. No obstante, el nombre de McNish apareció en la lista de los cuatro hombres que Shackleton no recomendaba para la concesión de la Medalla Polar y que figuraban en la carta que envió a su regreso. Macklin consideró que la negativa a conceder a McNish la medalla era injustificada: 

Me desalentó saber que a McNeish, Vincent, Holness y Stephenson se les había negado la Medalla Polar [...] De todos esos hombres, no hay nadie que merezca más ese reconocimiento que el antiguo carpintero [...] Considero que no conceder la Medalla Polar a McNeish es una grave injusticia.

Macklin cree que Shackleton pudo haber estado influido en su decisión por Worsley, quien estaba enemistado con McNish, siendo mutua la antipatía. Worsley acompañó a Shackleton en su siguiente viaje a la Antártida. Miembros del Instituto Scott de Investigación Polar, de la New Zealand Antarctic Society y Caroline Alexander, la autora de Endurance, han criticado la oposición de Shackleton a que se le concediera la medalla a McNish, y hay una campaña permanente para que se le conceda póstumamente.

## Últimos años, conmemoraciones y recuerdos
Después de la expedición, McNish regresó a la marina mercante y trabajó en diferentes buques. A menudo se quejaba de que los huesos le dolían permanentemente debido a las condiciones que padeció durante el viaje en el James Caird; a menudo se negaba a que le estrechasen la mano por lo doloroso que le resultaba. Se divorció de Lizzie Littlejohn el 2 de marzo de 1918, momento en que ya había conocido a su nueva pareja, Agnes Martindale. McNish tuvo con ella un hijo llamado Tom Martindale y una hija llamada Nancy. Aunque se menciona con frecuencia en su diario, parece que McNish no era el padre de Nancy. Pasó 23 años de su vida en la marina y finalmente encontró trabajo en la New Zealand Shipping Company. Después de hacer cinco viajes a Nueva Zelanda, se mudó allí en 1925, dejando atrás a Agnes y todas sus herramientas de carpintería. Trabajó en el puerto de Wellington hasta que terminó la carrera por una lesión. Vivió en la indigencia, durmiendo en los muelles bajo una lona y con los donativos de los trabajadores portuarios. Se le admitió en un centro de beneficencia, el Ohiro Benevolent Home, pero su salud siguió deteriorándose y falleció el 24 de septiembre de 1930 en el Wellington Hospital. Fue enterrado en el cementerio de Karori de Wellington, el 26 de septiembre de 1930, con honores navales; el HMS Dunedin, que estaba en el puerto en ese momento, envió doce hombres de la tripulación para hacer las salvas de honor y otros ocho para portar el ataúd. Sin embargo, la tumba permaneció sin lápida durante casi treinta años; la New Zealand Antarctic Society (NZAC) colocó la lápida el 10 de mayo de 1959. En 2001 se informó que la tumba estaba desatendida y rodeada de malas hierbas, pero en 2004 la tumba fue arreglada y se colocó una escultura de bronce a tamaño natural del gato de McNish, Mrs. Chippy, por el NZAC. Su nieto, Tom, piensa que este homenaje hubiera significado para él más que recibir la Medalla Polar.
En 1958, el British Antarctic Survey bautizó una isla en su honor como isla McNeish, la cual se encuentra en las proximidades de la bahía del Rey Haakon en Georgia del Sur. La isla pasó a denominarse isla McNish en 1998, después de que fuese presentado su certificado de nacimiento al UK Antarctic Place-Names Committee. El 18 de octubre de 2006 se colocó una pequeña placa ovalada conmemorativa en una pared de la biblioteca de Port Glasgow, su lugar de nacimiento, y anteriormente en el mismo año fue motivo de una exposición en el McLean Museum and Art Gallery de Greenock. Asimismo, sus diarios siguen conservándose en la Biblioteca Nacional de Nueva Zelanda de Wellington.